# Kanton Antraigues-sur-Volane
Kanton Antraigues-sur-Volane (fr. Canton d'Antraigues-sur-Volane) je francouzský kanton v departementu Ardèche v regionu Rhône-Alpes. Skládá se z 11 obcí.

## Obce kantonu
- Aizac
- Antraigues-sur-Volane
- Asperjoc
- Genestelle
- Juvinas
- Labastide-sur-Bésorgues
- Lachamp-Raphaël
- Laviolle
- Mézilhac
- Saint-Andéol-de-Vals
- Saint-Joseph-des-Bancs